# Ligue pour l'établissement d'une assemblée nationale
 (mai 2020).
Si vous disposez d'ouvrages ou d'articles de référence ou si vous connaissez des sites web de qualité traitant du thème abordé ici, merci de compléter l'article en donnant les références utiles à sa vérifiabilité et en les liant à la section « Notes et références ».
La Ligue pour l’établissement d'une assemblée nationale, qui s'appellera plus tard l'Association publique des volontaires pour l’établissement d'une assemblée nationale du Grand Japon (大日本国会期成有志公会 ()), est une organisation politique japonaise qui a joué un rôle central pendant la période Meiji avant la création d'un parlement national; elle est l’ancêtre du Parti libéral.

## Contexte
En 1875, Taisuke Itagaki forme l'Aikokusha afin d'étendre son Mouvement pour la liberté et les droits du peuple au niveau national.  Cependant, comme Itagaki a été réintégré dans le gouvernement Meiji en tant que sangi, son Aikokusha s'est dissous de lui-même. 
Trois ans plus tard, en septembre 1878, l'Aikokusha est rétabli et une conférence est organisée pour l'occasion.  Lors d'une troisième conférence, tenue en novembre 1879, il est décidé de faire du démarchage dans tout le Japon et de recueillir des signatures pour une pétition demandant la création d'une assemblée nationale.

## Formation de la ligue
La quatrième conférence de l'Aikokusha a lieu le 15 mars 1880 dans le pavillon Kitafuku d'Osaka. Elle réunit 114 représentants de 24 préfectures, dont des représentants d'associations politiques non affiliées à l'Aikokusha. 87 000 signatures environ ont été recueillies pour demander la constitution d'une assemblée nationale. Kenkichi Kataoka est choisi pour présider la réunion, avec Yukizumi Nishiyama en tant que coprésident.  Le 17 mars, ils deplacent leur salle de réunion vers le temple Taiyu et poursuivent leurs travaux jusqu'au 9 avril.
Lors de la conférence, il est décidé de fonder la "Ligue pour la constitution d'une assemblée nationale" afin d'élargir et de développer l'organisation. Ainsi, la quatrième conférence de l'Aikokusha est renommée "Première conférence de la Ligue pour l'établissement d'une assemblée nationale". Un accord en 19 points est rédigé afin de constituer un comité permanent chargé de maintenir le contact entre les associations politiques de chaque région, de présenter la pétition à l'empereur, et il est décidé de tenir une autre conférence en novembre de la même année au cas où l’empereur n’accepterait pas leur demande. On s'engage aussi de ne pas dissoudre la Ligue avant la création effective d’une assemblée nationale. 
La Ligue choisit Kenkichi Kataoka et Hironaka Kono pour présenter la pétition demandant la création d'une assemblée nationale.  Ils se rendent à Tokyo et tentent de le soumettre au Daijō-kan et au Genrōin, mais le gouvernement refuse de reconnaître leur droit de pétition et ne la reçoit pas. De plus, le 5 avril, le gouvernement promulgue l'ordonnance sur les assemblées publiques, une loi restreignant la liberté d'association et de réunion, sous forme de proclamation du Daijō-kan. Le gouvernement réprime avec force le Mouvement de la liberté et des droits du peuple.  Cependant, les forces qui constituent le mouvement libéral résistent face aux actions du gouvernement. Le mouvement connaît une recrudescence en ce que des citoyens présentent alors individuellement des pétitions au gouvernement.

## La deuxième conférence
La deuxième conférence de la Ligue pour la constitution d'une assemblée nationale se tient le 10 novembre 1880 à Tokyo dans une ancienne branche de l'Aikokusha. 64 personnes représentant des associations politiques de 24 préfectures de toutes les régions du pays participent à la réunion. Les signatures d'environ 13 000 personnes ont été réunies pour demander la création d'une assemblée nationale. 
Lors de la conférence, Hironaka Kono est choisi comme président, puis une "Mesure d'aide aux victimes" est promulguée afin de soutenir les personnes victimes d'oppression en raison de leur participation à la campagne, ainsi que leurs familles.  En outre, il est décide de changer le nom de la Ligue en "Association publique des volontaires pour la création d'une assemblée nationale du Grand Japon" et d'établir son siège à Nishikonya-cho, Tokyo. Chaque association membre doit aussi rédiger et partager ses idées pour un projet de constitution avant la prochaine conférence. Après la conférence, un certain nombre de projets de constitution ont été préparés dans tout le pays, notamment le Itsukaichi Kenpo et le Toyo Dai Nihonkoku Kokken An. 
Bien que cela n'ait pas été voté à la conférence, Hironaka Kono, Masahisa Matsuda et Emori Ueki proposent de créer un parti politique pour mener la campagne.  À la fin de la conférence, le 15 décembre 1880, Kono, Matsuda et Ueki convoquent une réunion avec Morikazu Numa et Tokiyoshi Kusama du Omeisha et d'autres personnes, et ils fondent le Comité de préparation du parti libéral, sous la présidence de Numa.

## La troisième conférence et la formation du Parti libéral
L'ordre du jour principal prévu pour la troisième conférence de l'Association en octobre 1881 est la discussion des projets de constitution élaborés par les différents membres.  En outre, au cours des deux premiers jours d’octobre, des discussions ont lieu entre les chefs du Comité de préparation du parti libéral et l'Association publique des volontaires pour la création d’une assemblée nationale du Grand Japon, en vue de réunir les deux organisations politiques. Kaneaki Hayashi du comité permanent de l'Association joue un rôle de premier plan dans les négociations. 
Pendant ce temps, le Scandale des avoirs de la colonisation de Hokkaido est révélé et, pour avoir critiqué le gouvernement, Shigenobu Okuma est évincé de celui-ci lors de la crise politique de 1881. Pour faire disparaître les critiques grandissantes, le gouvernement promulgue, le 12 octobre 1881, l'édit impérial sur la création d'une assemblée nationale, qui devait entrer en vigueur en 1890.  Les militants du Mouvement pour la liberté et les droits des peuples, estimant avoir atteint leur objectif, mettent de côté leurs discussions sur les projets de constitution, et la majorité d'entre eux s'accordent pour créer un parti politique. 
Des divergences d'opinions se faisant jour entre les éléments urbains et ruraux du groupe, Morikazu Numa se sépare du nouveau parti en formation pour rejoindre plus tard le Rikken Kaishintō de Shigenobu Okuma. 
Le 18 octobre 1881, la conférence s'ouvre ; elle rassemble 78 représentants de tout le pays au restaurant Ibumura-Ro à Tokyo.  Shojiro Goto est choisi pour présider la réunion avec Tatsui Baba comme coprésident. Le 19 octobre, les engagements du parti et ses règles sont rédigés. Le 29 octobre, le parti libéral est créé. Taisuke Itagaki est élu président et Nobuyuki Nakajima vice-président.